# Thông Bình
Thông Bình là một xã thuộc huyện Tân Hồng, tỉnh Đồng Tháp, Việt Nam.

## Địa lý
Xã Thông Bình nằm ở phía đông bắc huyện Tân Hồng và cực bắc của tỉnh Đồng Tháp, có vị trí địa lý:
- Phía tây giáp xã Tân Hộ Cơ
- Phía tây nam giáp xã Tân Thành B
- Phía nam giáp xã Tân Thành A
- Phía đông giáp tỉnh Long An
- Phía bắc giáp Campuchia ranh giới là sông Sở Hạ.

Xã có diện tích 29,63 km², dân số năm 1999 là 11.519 người, mật độ dân số đạt 389 người/km².
Thông Bình là một xã biên giới của Việt Nam với Campuchia, nơi có cửa khẩu Thông Bình đối diện với cửa khẩu PèmTia (Prey Veng) của Campuchia.

## Lịch sử
Theo Đại Nam nhất thống chí, Thông Bình xưa (vào thế kỷ 19) là đất thuộc làng xã Thông Bình huyện Kiến Phong phủ Kiến Tường tỉnh Định Tường nhà Nguyễn, nơi có thành nhỏ (thành đắp đất gọi là bảo) dùng để làm cửa quan và đóng đồn binh của quân đội nhà Nguyễn. Bảo Thông Bình ở phía Đông sông Vàm Dừa ,..., năm Gia Long thứ 18 (1819) rời bảo Thông Bình từ thôn Vĩnh Thịnh tới vị trí phía này (phía Đông sông Vàm Dừa), năm Minh Mạng thứ 21 (1840) đắp bằng đất, năm Thiệu Trị thứ nhất (1841) đắp thêm một lũy dài 80 trượng và cao 5 thước. Vào thời Pháp thuộc và thời Việt Nam Cộng hòa, Thông Bình thuộc tỉnh Kiến Phong.
Quyết định số 36-HĐBT ngày 06 tháng 03 năm 1984 của Hội đồng Bộ trưởng, chia xã Tân Thành (huyện Hồng Ngự) thành 2 xã lấy tên là xã Thông Bình và xã Tân Thành.
Quyết định số 41-HĐBT ngày 22 tháng 04 năm 1989 của Hội đồng Bộ trưởng, xã Thông Bình thuộc huyện Tân Hồng mới thành lập. Đồng thời, điều chỉnh địa giới hành chính xã Thông Bình:
1. Tách 1.550 hécta với 2.245 người cho xã Tân Thành A
2. Tách 550 hécta với 260 người cho xã Tân Thành B
3. Tiếp nhận 550 hécta với 215 người từ xã Tân Hộ Cơ
4. Sau khi điều chỉnh, xã Thông Bình có 2.387 hécta diện tích tự nhiên và 7.856 người.

## Giao thông
Giao thông Thông Bình có 4 bến đò. Không được thuận tiện cho lắm.